# Mbere-Sprachen
Die Mbere-Sprachen sind eine Sprachgruppe innerhalb der Guthrie-Zone B der Bantusprachen. Sie wird als Zone B60 klassifiziert und enthält sechs Einzelsprachen, die insgesamt von circa 177.500 Menschen in Gabun, der Republik Kongo und der Demokratischen Republik Kongo gesprochen werden. 
Die einzelnen Sprachen sind:
- Kaningi, ca. 6000 Sprecher in Gabun
- Mbere, ca. 106.000 Sprecher in der Republik Kongo und Gabun
- Ndumu, ca. 4300 Sprecher in Gabun
- Ngul, ca. 8400 Sprecher in der Demokratischen Republik Kongo
- Ombamba, ca. 24.800 Sprecher in der Republik Kongo und Gabun
- Yangho, ca. 5000 Sprecher in Gabun